# Guillermo Endara
Guillermo David Endara Galimany (Panama, 12 maggio 1936 – Panama, 28 settembre 2009) è stato un politico panamense.

## Biografia
È stato Presidente di Panama dal dicembre 1989 al settembre 1994, come rappresentante del Partito Panameñista.